# Wielersport op de Olympische Zomerspelen 2000
Op de Olympische Spelen van 2000 in Sydney werden drie verschillende wielerdisciplines beoefend: wegwielrennen, baanwielrennen en mountainbike.

## Mannen

### baan

#### tijdrit, 1000 m
| rang   | sporter(s)          | land | tijd        |
| ------ | ------------------- | ---- | ----------- |
| Goud   | Jason Queally       | GBR  | OR 1:01.609 |
| Zilver | Stefan Nimke        | GER  | 1:02.487    |
| Brons  | Shane Kelly         | AUS  | 1:02.818    |
| 4      | Sören Lausberg      | GER  | 1:02.937    |
| 5      | Arnaud Tournant     | FRA  | 1:03.023    |
| 6      | Dimitrios Georgalis | GRE  | 1:04.018    |
| 7      | Gregorz Krejner     | POL  | 1:04.156    |
| 8      | Garen Bloch         | RSA  | 1:04.478    |

#### olympische sprint
| rang   | sporter(s)       | land | heat 1 | heat 2 |
| ------ | ---------------- | ---- | ------ | ------ |
| Goud   | Marty Nothstein  | USA  | 10.874 | 11.066 |
| Zilver | Florian Rousseau | FRA  | -      | -      |
| Brons  | Jens Fiedler     | GER  | 10.732 | 10.918 |
| 4      | Laurent Gané     | FRA  | -      | -      |
| 5      | Jan van Eijden   | GER  | 11.040 |        |
| 6      | José Villanueva  | ESP  | -      |        |
| 7      | Sean Eadie       | AUS  | -      |        |
| 8      | Craig MacLean    | GBR  | -      |        |

#### keirin
| rang   | sporter(s)       | land |
| ------ | ---------------- | ---- |
| Goud   | Florian Rousseau | FRA  |
| Zilver | Gary Neiwand     | AUS  |
| Brons  | Jens Fiedler     | GER  |
| 4      | Jan van Eijden   | GER  |
| 5      | Marty Nothstein  | USA  |
| 6      | Frédéric Magné   | FRA  |

#### team sprint
| rang   | sporter(s)                                                 | land | tijd   |
| ------ | ---------------------------------------------------------- | ---- | ------ |
| Goud   | Laurent Gané Florian Rousseau Arnaud Tournant              | FRA  | 44.233 |
| Zilver | Chris Hoy Craig MacLean Jason Queally                      | GBR  | 44.680 |
| Brons  | Sean Eadie Darryn Hill Gary Neiwand                        | AUS  | 45.161 |
| 4      | Lampros Vasilopoulos Dimitrios Georgalis Kleanthis Bargkas | GRE  | 45.332 |
| 5      | Narihiro Inamura Yuichiro Kamiyama Tomohiro Nagatsuka      | JPN  | 45.264 |
| 6      | Peter Bazálik Jan Lepka Jaroslav Jeřábek                   | SVK  | 45.523 |
| 7      | Jens Fiedler Sören Lausberg Stefan Nimke                   | GER  | 45.537 |
| 8      | Viesturs Bērziņš Ainārs Ķiksis Ivo Lakučs                  | LAT  | 46.525 |

#### individuele achtervolging, 4000 m
| rang   | sporter(s)          | land | tijd        |
| ------ | ------------------- | ---- | ----------- |
| Goud   | Robert Bartko       | GER  | OR 4:18.515 |
| Zilver | Jens Lehmann        | GER  | 4:23.824    |
| Brons  | Bradley McGee       | AUS  | 4:19.250    |
| 4      | Robert Hayles       | GBR  | 4:19.613    |
| 5      | Philippe Gaumont    | FRA  | 4:22.142    |
| 6      | Aleksandr Simonenko | UKR  | 4:23.983    |
| 7      | Serhij Matvjejev    | UKR  | 4:25.380    |
| 8      | Walter Pérez        | ARG  | 4:30.757    |

#### ploegachtervolging, 4000 m
| rang   | sporter(s)                                                                         | land | tijd        |
| ------ | ---------------------------------------------------------------------------------- | ---- | ----------- |
| Goud   | Guido Fulst Robert Bartko Daniel Becke Jens Lehmann (Olaf Pollack)                 | GER  | WR 3:59.710 |
| Zilver | Oleksandr Fedenko Oleksandr Symonenko Serhij Matvjejev Serhij Tsjernjavskij        | UKR  | 4:04.520    |
| Brons  | Bryan Steel Paul Manning Bradley Wiggins Chris Newton (Robert Hayles) (Jonny Clay) | GBR  | 4:01.979    |
| 4      | Cyril Bos Philippe Ermenault Francis Moreau Jérôme Neuville                        | FRA  | 4:05.991    |
| 5      | Brett Aitken Graeme Brown Bradley McGee Michael Rogers (Brett Lancaster)           | AUS  | 4:03.209    |
| 6      | Timothy Carswell Lee Vertongen Gary Anderson Greg Henderson                        | NZL  | 4:06.495    |
| 7      | Peter Schep Robert Slippens Jens Mouris Wilco Zuijderwijk John den Braber          | NED  | 4:09.590    |
| 8      | Vladimir Karpets Aleksej Markov Sergej Klimov Denis Smyslov (Vladislav Borisov)    | RUS  | 4:09.910    |

#### puntenkoers
| rang   | sporter(s)        | land | ronde | punten |
| ------ | ----------------- | ---- | ----- | ------ |
| Goud   | Juan Llaneras     | ESP  |       | 14     |
| Zilver | Milton Wynants    | URU  | -1    | 18     |
| Brons  | Aleksej Markov    | RUS  | -1    | 16     |
| 4      | Cho Ho-sung       | KOR  | -1    | 15     |
| 5      | Jamie Carney      | USA  | -1    | 10     |
| 6      | Franz Stocher     | AUT  | -1    | 8      |
| 7      | Glen Thomson      | NZL  | -1    | 6      |
| 8      | Silvio Martinello | ITA  | -1    | 5      |

#### madison
| rang   | sporter(s)                       | land | ronde | punten |
| ------ | -------------------------------- | ---- | ----- | ------ |
| Goud   | Scott McGrory Brett Aitken       | AUS  |       | 26     |
| Zilver | Etienne De Wilde Matthew Gilmore | BEL  |       | 22     |
| Brons  | Marco Villa Silvio Martinello    | ITA  |       | 15     |
| 4      | Bradley Wiggins Robert Hayles    | GBR  |       | 13     |
| 5      | Werner Riebenbauer Roland Garber | AUT  |       | 10     |
| 6      | Olaf Pollack Guido Fulst         | GER  |       | 9      |
| 7      | Juan Curuchet Gabriel Curuchet   | ARG  |       | 9      |
| 8      | Danny Stam Robert Slippens       | NED  |       | 8      |

### weg

#### individueel
Afstand: 239.4 km
| rang   | sporter(s)           | land | tijd    |
| ------ | -------------------- | ---- | ------- |
| Goud   | Jan Ullrich          | GER  | 5:29:08 |
| Zilver | Aleksandr Vinokoerov | KAZ  | 5:29:17 |
| Brons  | Andreas Klöden       | GER  | 5:29:20 |
| 4      | Michele Bartoli      | ITA  | 5:30:34 |
| 5      | Laurent Jalabert     | FRA  | 5:30:34 |
| 6      | Frank Høj            | DEN  | 5:30:34 |
| 7      | Piotr Wadecki        | POL  | 5:30:34 |
| 8      | George Hincapie      | USA  | 5:30:34 |

#### tijdrit
Afstand: 46.8 km
| rang   | sporter(s)          | land | tijd  |
| ------ | ------------------- | ---- | ----- |
| Goud   | Vjatsjeslav Jekimov | RUS  | 57:40 |
| Zilver | Jan Ullrich         | GER  | 57:48 |
| Brons  | Lance Armstrong     | USA  | 58:14 |
| 4      | Abraham Olano       | ESP  | 58:31 |
| 5      | Laurent Jalabert    | FRA  | 58:44 |
| 6      | Andrej Teterioek    | KAZ  | 58:52 |
| 7      | Thor Hushovd        | NOR  | 59:00 |
| 8      | Santos González     | ESP  | 59:03 |

### mountainbike

#### crosscountry
| rang   | sporter(s)           | land | tijd       |
| ------ | -------------------- | ---- | ---------- |
| Goud   | Miguel Martinez      | FRA  | 2:09:02.50 |
| Zilver | Filip Meirhaeghe     | BEL  | 2:10:05.51 |
| Brons  | Christoph Sauser     | SUI  | 2:11:21.00 |
| 4      | José Antonio Hermida | ESP  | 2:11:42.91 |
| 5      | Lado Fumic           | GER  | 2:11:57.88 |
| 6      | Thomas Frischknecht  | SUI  | 2:12:42.49 |
| 7      | Cadel Evans          | AUS  | 2:13:31.65 |
| 8      | Carsten Bresser      | GER  | 2:13:37.23 |

## Vrouwen

### baan

#### tijdrit, 500 m
| rang   | sporter(s)        | land | tijd      |
| ------ | ----------------- | ---- | --------- |
| Goud   | Félicia Ballanger | FRA  | OR 34.140 |
| Zilver | Michelle Ferris   | AUS  | 34.696    |
| Brons  | Jiang Cuihua      | CHN  | 34.768    |
| 4      | Wang Yan          | CHN  | 35.013    |
| 5      | Chris Witty       | USA  | 35.230    |
| 6      | Ulrike Weichelt   | GER  | 35.315    |
| 7      | Kathrin Freitag   | GER  | 35.473    |
| 8      | Tanya Dubnicoff   | CAN  | 35.486    |

#### sprint
| rang   | sporter(s)        | land | heat 1 | heat 2 | heat 3 |
| ------ | ----------------- | ---- | ------ | ------ | ------ |
| Goud   | Félicia Ballanger | FRA  | 11.810 | -      | 12.553 |
| Zilver | Oksana Grisjina   | RUS  | -      | 13.112 | -      |
| Brons  | Irina Janovitsj   | UKR  | 12.156 | 12.310 |        |
| 4      | Michelle Ferris   | AUS  | -      | -      |        |
| 5      | Szilvia Szabolcsi | HUN  | 12.426 |        |        |
| 6      | Tanya Lindenmuth  | USA  | -      |        |        |
| 7      | Tanya Dubnicoff   | CAN  | -      |        |        |
| 8      | Daniela Larreal   | VEN  | -      |        |        |

#### individuele achtervolging, 3000 m
| rang   | sporter(s)                    | land | tijd     |
| ------ | ----------------------------- | ---- | -------- |
| Goud   | Leontien Zijlaard van Moorsel | NED  | 3:33.360 |
| Zilver | Marion Clignet                | FRA  | 3:38.751 |
| Brons  | Yvonne McGregor               | GBR  | 3:38.850 |
| 4      | Sarah Ulmer                   | NZL  | 3:38.960 |
| 5      | Antonella Bellutti            | ITA  | 3:36.967 |
| 6      | Judith Arndt                  | GER  | 3:37.609 |
| 7      | Alayna Burns                  | AUS  | 3:38.223 |
| 8      | Erin Mirabella                | USA  | 3:38.431 |

#### puntenkoers
| rang   | sporter(s)                    | land | ronde | punten |
| ------ | ----------------------------- | ---- | ----- | ------ |
| Goud   | Antonella Bellutti            | ITA  |       | 19     |
| Zilver | Leontien Zijlaard van Moorsel | NED  |       | 16     |
| Brons  | Olga Sljoesarjova             | RUS  |       | 15     |
| 4      | Judith Arndt                  | GER  |       | 12     |
| 5      | Belem Guerrero                | MEX  |       | 12     |
| 6      | Marion Clignet                | FRA  |       | 11     |
| 7      | Teodora Ruano                 | ESP  |       | 10     |
| 8      | Sarah Ulmer                   | NZL  |       | 9      |

### weg

#### individueel
Afstand: 119.7 km
| rang   | sporter(s)                    | land | tijd    |
| ------ | ----------------------------- | ---- | ------- |
| Goud   | Leontien Zijlaard van Moorsel | NED  | 3:06:31 |
| Zilver | Hanka Kupfernagel             | GER  | 3:06:31 |
| Brons  | Diana Žiliūtė                 | LTU  | 3:06:31 |
| 4      | Anna Wilson                   | AUS  | 3:06:31 |
| 5      | Svetlana Boebnenkova          | RUS  | 3:06:31 |
| 6      | Magali Le Floc'h              | FRA  | 3:06:31 |
| 7      | Zoelfia Zabirova              | RUS  | 3:06:31 |
| 8      | Heidi Van De Vijver           | BEL  | 3:06:31 |

#### tijdrit
Afstand: 31.2 km
| rang   | sporter(s)                    | land | tijd  |
| ------ | ----------------------------- | ---- | ----- |
| Goud   | Leontien Zijlaard van Moorsel | NED  | 42:00 |
| Zilver | Mari Holden                   | USA  | 42:37 |
| Brons  | Jeannie Longo-Ciprelli        | FRA  | 42:52 |
| 4      | Anna Wilson                   | AUS  | 42:58 |
| 5      | Joane Somarriba               | ESP  | 43:06 |
| 6      | Clara Hughes                  | CAN  | 43:12 |
| 7      | Judith Arndt                  | GER  | 43:31 |
| 8      | Hanka Kupfernagel             | GER  | 43:37 |

### mountainbike

#### crosscountry
| rang   | sporter(s)        | land | tijd       |
| ------ | ----------------- | ---- | ---------- |
| Goud   | Paola Pezzo       | ITA  | 1:49:24.38 |
| Zilver | Barbara Blatter   | SUI  | 1:49:51.42 |
| Brons  | Margarita Fullana | ESP  | 1:49:57.39 |
| 4      | Alla Epifanova    | RUS  | 1:50:45.43 |
| 5      | Alison Sydor      | CAN  | 1:52:19.32 |
| 6      | Mary Grigson      | AUS  | 1:53:22.58 |
| 7      | Alison Dunlap     | USA  | 1:53:53.05 |
| 8      | Chrissy Redden    | CAN  | 1:54:07.38 |

## Medaillespiegel
| rang   | land             | goud | zilver | brons | totaal |
| ------ | ---------------- | ---- | ------ | ----- | ------ |
| 1      | Frankrijk        | 5    | 2      | 1     | 8      |
| 2      | Duitsland        | 3    | 4      | 3     | 10     |
| 3      | Nederland        | 3    | 1      | 0     | 4      |
| 4      | Italië           | 2    | 0      | 1     | 3      |
| 5      | Australië        | 1    | 2      | 3     | 6      |
| 6      | Groot-Brittannië | 1    | 1      | 2     | 4      |
| 6      | Rusland          | 1    | 1      | 2     | 4      |
| 8      | Verenigde Staten | 1    | 1      | 1     | 3      |
| 9      | Spanje           | 1    | 0      | 1     | 2      |
| 10     | België           | 0    | 2      | 0     | 2      |
| 11     | Oekraïne         | 0    | 1      | 1     | 2      |
| 11     | Zwitserland      | 0    | 1      | 1     | 2      |
| 13     | Uruguay          | 0    | 1      | 0     | 1      |
| 13     | Kazachstan       | 0    | 1      | 0     | 1      |
| 15     | China            | 0    | 0      | 1     | 1      |
| 15     | Litouwen         | 0    | 0      | 1     | 1      |
| totaal | totaal           | 18   | 18     | 18    | 54     |